# Кіровськ (Кваркенський район)
Кі́ровськ (рос. Кировськ) — селище у складі Кваркенського району Оренбурзької області, Росія.

## Населення
Населення — 963 особи (2010; 1096 у 2002).
Національний склад (станом на 2002 рік):
- росіяни — 71 %